# Континентальний шельф

Sediment
Rock
Mantle

Континента́льний шельф (англ. continental shelf, нім. Kontinentalschelf m, n) — частина континенту, занурена нижче рівня моря, яка межує з берегом.

## Опис
Континентальний шельф поступово знижується від берегової лінії до перегину на глибині бл. 200 м, від якого починається континентальний схил.
За цими межами континентальним шельфом вважають також місця, де глибина вод дає змогу розробляти природні багатства цих районів, а також поверхню і надра підводних районів, що прилягають до берегів островів.

## Регулювання
Міжнародно-правовий режим континентального шельфу, в якому зацікавлені прибережні держави, регламентує Конвенція про континентальний шельф, прийнята на Женевській конференції з морського праву 1958.
Згідно з конвенцією прибережна держава має суверенні права досліджувати й розробляти природні багатства континентального шельфу. Без згоди цієї держави інша країна не може розпочати такі розробки.

### Іноземний сектор континентального шельфу
З точки зору Великої Британії, іноземним сектором континентального шельфу є площа за межами територіальних вод будь-якої держави, в межах якої права на морське дно, його надра і корисні копалини поширюються на цю державу, причому вона не є Великою Британією. Аналогічної точки зору дотримується ще ряд країн.

## Континентальний шельф України
Континента́льний шельф України — поверхня і надра морського дна підводних районів, що примикають до узбережжя чи до островів України і розташовані поза зоною територіального моря до глибини 200 м або за цими межами до такого місця, де глибина покривних вод дозволяє розробку природних багатств цих районів. Поверхня і надра морського дна впадин, що розташовані в суцільному масиві континентального шельфу України, незалежно від глибини, є частиною континентального шельфу України.